# منسوخ
منسوخ، منسوخ شدن یا منسوخ شدگی (به انگلیسی: Obsolescence) فرایند کهنه‌شدن، قدیمی‌شدن، از مد افتاده، که دیگر مورد استفاده عمومی قرار نمی‌گیرد، یا دیگر مفید نیست، یا به شرایط قرار گرفتن در چنین حالتی اشاره دارد. هنگامی که در معنای زیست‌شناسی استفاده می‌شود، در مقایسه با بخش مربوط به دیگر جانداران به معنای ناقص یا ابتدایی است. استاندارد بین‌المللی IEC 62402:2019 مدیریت منسوخ را به‌عنوان «گذر از در دسترس به غیرقابل دسترس از سوی سازنده مطابق با مشخصات اصلی» تعریف می‌کند.
منسوخ شدن اغلب به این دلیل رخ می‌دهد که جایگزینی در دسترس دارد که در مجموع مزایای بیشتری در مقایسه با معایب ناشی از نگهداری یا تعمیر نسخه اصلی دارد. منسوخ همچنین به چیزی اطلاق می‌شود که قبلاً استفاده نشده یا دور انداخته شده یا قدیمی شده است. به‌طور معمول، منسوخ شدن با کاهش تدریجی محبوبیت انجام می‌شود.